# The Bride of Hate
The Bride of Hate er en amerikansk stumfilm fra 1917 af Walter Edwards.

## Medvirkende
- Frank Keenan som Dr. Dudley Duprez.
- Margery Wilson som Mercedes Mendoza.
- Jerome Storm som Paul Crenshaw.
- David Hartford som Shone.
- Elvira Weil som Rose Duprez.